# Muchinga-Gebirge
Das südafrikanische Muchinga-Gebirge ist ein schmaler, aber mit 700 Kilometern recht langgestreckter Gebirgszug im Osten bzw. Nordosten von Sambia.
Das Gebirge ist Namensgeber der Provinz Muchinga, in der es sich befindet.

## Geographie
Das Gebirge ragt etwa 150 bis 200 km südöstlich des Bangweulusees und der an diesen angrenzenden Bangweulusümpfe verschiedenen Angaben zufolge bis zu 2164 m hoch auf. Es stellt einen Teil der Wasserscheide zwischen den Flusssystemen des Kongos und des Sambesi dar.

## Größte Flüsse
Im Muchinga-Gebirge selbst fließen nur kleine Bäche und Flüsse, die später in die parallel zum Gebirge von Nordost- in Südwest-Richtung verlaufenden Flüsse münden – der Chambeshi und der Luangwa.

## Größte Orte
- Mpika
- Serenje